# 四苞蓝
四苞蓝（学名：Strobilanthes esquirolii）是爵床科马蓝属的植物，为中国的特有植物。分布在中国大陆的贵州、海南、云南等地，目前尚未由人工引种栽培。